# Hugo Lausterer
Hugo Alfred Erwin Lausterer (* 2. Januar 1890 in Metzingen; † nach 1950) war ein deutscher SS-Scharführer und Kommandoführer im Nebenlager Feldafing des KZ Dachau.

## Biografie
Lausterer, von Beruf Verkäufer, arbeitete als Telefonvermittler in dem Rathaus von Metzingen. Er wurde Mitglied der SS und zum 1. April 1941 zum Scharführer befördert. Vom 10. Dezember 1941 bis zum Februar 1942 war er bei der Wachmannschaft des KZ Dachau eingesetzt. Anschließend war er als Wachmann bei einem Außenkommando des KZ Dachau in Radolfzell bis Oktober 1942 eingesetzt, bei dem 120 Häftlinge einen Schießstand für die SS errichteten. Danach war er bis zum November wieder bei der Wachmannschaft des KZ Dachau eingesetzt und war wiederum als Wachmann bei einem Dachauer Außenkommando in Bayrischzell tätig. Von Dezember 1943 bis zum Februar 1943 folgte ein Krankenhausaufenthalt und anschließend arbeitete er bis Oktober 1943 in der Effektenkammer des KZ Dachau, wo das Eigentum der Häftlinge verwaltet wurde. Als Wachmann war er danach im KZ-Außenlager München-Allach auch für die SS-Kantine des Außenlagers bis zum März 1944 verantwortlich. 
Als Kommandoführer leitete er danach ein Bombensuchkommando in den Trümmern von München; bei diesem Einsatz starben einige Häftlinge bei der Sprengkörperbergung. Von Juni 1944 bis zum Oktober 1944 leitete er ein Häftlingskommando zur Trümmerbeseitigung der Textilfabrik Lodenfrey in München. 
Von November 1944 bis zum Januar 1945 war er als Kommandoführer im Dachauer Nebenlager Feldafing eingesetzt und war danach wiederum Angehöriger der Wachmannschaft des KZ Dachau. Am 26. April 1945 begleitete er einen Todesmarsch für KZ-Häftlinge mit dem Ziel Tirol über Garmisch-Partenkirchen nach Seefeld, wo er nach einigen Tagen mit etwa 70 marschunfähigen Häftlingen als einziger Wachmann zurückblieb. Dort organisierte er eine Unterkunft und Verpflegung für die Häftlinge. Kurze Zeit später wurden diese Häftlinge mit dem Zug nach Garmisch-Partenkirchen zurückgebracht und Lausterer ließ sich im Krankenhaus von Seefeld behandeln.
Nach seiner Festnahme wurde Lausterer am 15. November 1945 im Dachau-Hauptprozess, der im Rahmen der Dachauer Prozesse stattfand, aufgrund der Anklage von Kriegsverbrechen vor ein US-amerikanisches Militärgericht gestellt. Am 13. Dezember 1945 wurde Lausterer, dem keine individuellen Straftaten nachzuweisen waren, wegen der Teilnahme an den Verbrechen im KZ Dachau zu einer zehnjährigen Haftstrafe verurteilt. Lausterer wurde im Kriegsverbrechergefängnis Landsberg inhaftiert und wegen guter Führung im Oktober 1950 vorzeitig aus der Haft entlassen. Über seinen weiteren Lebensweg ist nichts bekannt.